# A Grande Beleza
A Grande Beleza (no original em italiano La grande bellezza) é um filme italiano de 2013 dirigido por Paolo Sorrentino. É uma coprodução entre a Italian Medusa Film e Indigo Film and the French Babe Films com o apoio da Banca Popolare di Vicenza e Pathé. La Grande Bellezza foi selecionado na competição oficial do festival de Cannes em 2013. Este é o quinto filme do diretor Paolo Sorrentino exibido no festival. La Grande Bellezza foi vencedor no Oscar 2014 como Melhor filme estrangeiro o Longa também venceu o Globo de Ouro.

## Enredo
Em Roma, durante o verão, o escritor e experiente jornalista e crítico de teatro, Jep Gambardella (Toni Servillo), reflete sobre a sua vida. Ele tem 65 anos de idade, e desde o grande sucesso do romance "O Aparelho Humano", escrito décadas atrás, ele não concluiu nenhum outro livro. Desde então, a vida de Jep se passa entre as festas da alta sociedade, os luxos e privilégios de sua fama nos eventos mundiais de uma Roma imersa na beleza da sua história, num contraste impectuoso com a vida de hoje na capital. Pratica desde jovem a escrita criativa, sendo autor de uma obra de luz, "L'apparato umano". pesar das boas críticas e dos prémios vencidos, Gambardella não escreveu mais livros, não só à causa da sua preguiça, mas sobretudo por causa de um bloqueio creativo do qual não conseguia sair. À medida do tempo, o propósito da sua vida transformou-se numa confusão qualquer, mas sim numa "mundana" confusão, tal como ele próprio admite, "o rei dos mundanos": «Quando sono arrivato a Roma, a 26 anni, sono precipitato abbastanza presto, quasi senza rendermene conto, in quello che potrebbe essere definito "il vortice della mondanità". Ma io non volevo essere semplicemente un mondano. Volevo diventare il re dei mondani. E ci sono riuscito. Io non volevo solo partecipare alle feste. Volevo avere il potere di farle fallire». 
Participa todas as noites, confundido, num teatro aborrecido com amigos chegados e companheiros da desgraça, entre eles, Romano, um dramaturgo nunca realizado e constantemente manipulado por uma jovem que o explora; Lello, um vendedor de brinquedos rico e poderoso sem papas na língua, também o marido infiel de Trumeau; Viola, uma burguesa rica e mãe de um filho, Andrea, que sofre de graves problemas psicológicos que acaba suicidando-se num carro (um dos eventos que terá um papel importante na transformação de Jep, talvez, pelo que parece na versão mais ampliada, ser seu pai); Stefania, uma escritora egocêntrica, radical e chic; Dadina, a diretora anã do jornal onde trabalha Jep. 

A certa manhã, enquanto voltava de um dos encontros usuais com os seus amigos, encontra o marido de Elisa, que tinha sido o seu primeiro amor: o homem esperava-o em frente à porta  de casa para dizer-lhe, chorando, que Elisa estava morta, deixando apenas um diário fechado com um cadeado, aberto pelo seu marido, onde fala do seu amor nunca perdido por Josep. O marido descreveu assim que, por 35 anos, apenas foi "um bom companheiro". O afligido do marido de Elisa encontrará assim, consolo na sua empregada doméstica extranjeira. 

Quando se lembra de um amor inocente da sua juventude, Jep cria forças para mudar sua vida, e talvez voltar a escrever.Este acontecimento, em conjunto com o seu 65º aniversário, leva Jep a uma profunda e melancólica revisão da sua vida, a uma meditação extensa do seu mundo e del próprio. Nasce nele, sobretudo, um pensamento reescrever:  «Ho una mezza idea di riprendere a scrivere», diz ao seu amigo Romano. 

Roma transforma-se num teatro onírico de festas, preságios, e encontros casuais, desde Ramona, uma stipper que oculta dores profundas, até ao cardenal Belluci, em que lhe é maior a paixão pela cozinha do que pela fé católica; mas, volta-se ao cenário de Jep, sempre mais convencido da futilidade e inutilidade da sua vida. O sonho de recuperar a sua identidade como escritor literário, de recuperar aquela beleza inocente do seu primeiro amor, parece destruir-se a cada espetáculo em que todas as noites vai. 

Muito rapidamente este "círculo vicioso" desmonra-se: Ramona, com quem tinha uma relação inocente e profunda, morre com uma doença incurável; Romano, decepcionado com a beleza fascinante e problemática da capital italiana, deixa a cidade despedindo-se somente de Jep; Stefania, depois de Jep ter revelado os seus esqueletos e as suas mentiras, abandona o ciclo do protagonista; Viola, por sua vez, depois da morte do seu filho, doa todos os seus bens à igreja católica e passa a ser uma missionária em África. 

Depois da enésima festa mundana, Jep faz uma amarga confessão: «Mi chiedono perché non ho più scritto un libro. Ma guarda qua attorno. Queste facce. Questa città, questa gente. Questa è la mia vita: il nulla. Flaubert voleva scrivere un romanzo sul nulla e non ci è riuscito: dovrei riuscirci io?». Sembra il segno di un fallimento durato un'intera vita: «Ho cercato la grande bellezza e non l'ho trovata»  
“Eles perguntam-me porque é que não escrevi um livro. Mas olhem para aqui. Estes rostos. Esta cidade, estas pessoas. Esta é a minha vida: nada. Flaubert queria escrever um livro sobre nada e não conseguiu: devo ter sucesso?” Parece o sinal de um fracasso que durou uma vida inteira: “Procurei grande beleza e não a encontrei”, diz o protagonista. 

Mesmo no momento em que parecia pior, chega a luz ao fundo do túnel: depois de um encontro com Dedina para ter uma entrevista com uma “Santa”, uma missionária católica que trabalha no terceiro mundo, Jep vai à ilha do Giglio para fazer uma reportagem sobre o naufrágio na Costa da Concórdia. É aqui onde renasce a esperança no protagonista: está pronto para escrever o seu próximo romance. 

Acaba assim a obra cinematográfica ao som de The Beatitudes de Valdimir Martynov, tocado da Kronos Quartet, enquanto Josep observa o amanhecer.[carece de fontes?]

## Produção
As gravações  do filme começaram a 9 de Agosto de 2012, em Roma. As cenas do mar rodaram em setembro na Ilha de Giglio, perto do farol de Capel Rosso. O filme custou cerca de 9.2 milhões de euros.[carece de fontes?]

## Distribuição Cinematográfica
O filme saiu nas salas italianas em 21 de maio de 2013, simultaneamente à apresentação no Festival de Cannes. No dia seguinte saiu em França. Em setembro sai em Inglaterra, onde recebe um grande concenso, e em novembro nos Estados Unidos.[carece de fontes?]
Depois da vitória nos Prémios Globo de Ouro de 2014, o filme volta às salas mais importantes do seu país de origem, Itália.[carece de fontes?]
No Brasil, foi lançado nos cinemas pela Europa Filmes e a Mares Filmes em  20 de dezembro de 2013. Foi lançado em Blu-ray em 2014. A The Originals lançou outra edição do filme em Blu-ray com selo da Mares Filmes em 2021.

## Distribuição Televisiva
Depois da sua vitória na 87ª edição dos Óscares, a 14 de março de 2014, o filme foi transmitido em horário nobre no Canal 5, (Itália) obtendo cerca de 8.861.000 espetadores e alcançando 36.11% de share, tornando-se assim a obra cinematográfica mais vista nos últimos dez anos na televisão italiana.[carece de fontes?]

## Elenco
- Toni Servillo como Jep Gambardella
- Carlo Verdone como Romano
- Sabrina Ferilli como Ramona
- Isabella Ferrari como Orietta
- Vernon Dobtcheff como Arturo
- Giorgio Pasotti como Stefano
- Franco Graziosi como Conte Colonna
- Sonia Gessner como Contessa Colonna[11]

## Prêmios e indicações
| Lista de prêmios                                       | Lista de prêmios                      | Lista de prêmios                        | Lista de prêmios             |
| Prêmio / Festival                                      | Categoria                             | Recipiente(s)                           | Resultado                    |
| ------------------------------------------------------ | ------------------------------------- | --------------------------------------- | ---------------------------- |
| Prêmios Oscar                                          | Melhor Filme Estrangeiro              | Paolo Sorrentino                        | Venceu                       |
| 79th New York Film Critics Circle Awards               | Melhor Filme Estrangeiro              | Paolo Sorrentino                        | Indicado                     |
| Prêmios Globo de Ouro                                  | Melhor Filme Estrangeiro              | Paolo Sorrentino                        | Venceu                       |
| British Academy Film Awards                            | Melhor Filme Estrangeiro              | Paolo Sorrentino                        | Venceu                       |
| Silver Ribbon Awards                                   | Melhor Diretor                        | Paolo Sorrentino                        | Indicado                     |
| Silver Ribbon Awards                                   | Melhor Produtor                       | Nicola Giuliano and Francesca Cima      | Indicado                     |
| Silver Ribbon Awards                                   | Melhor Roteiro                        | Paolo Sorrentino and Umberto Contarello | Indicado                     |
| Silver Ribbon Awards                                   | Melhor Ator Coadjuvante               | Carlo Verdone                           | Venceu                       |
| Silver Ribbon Awards                                   | Melhor Atriz Coadjuvante              | Sabrina Ferilli                         | Venceu                       |
| Silver Ribbon Awards                                   | Melhor Fotografia                     | Luca Bigazzi                            | Venceu                       |
| Silver Ribbon Awards                                   | Melhor Figurino                       | Daniela Ciancio                         | Indicado                     |
| Silver Ribbon Awards                                   | Melhor Som                            | Emanuele Cecere                         | Venceu                       |
| Silver Ribbon Awards                                   | Melhor Trilha Sonora                  | Lele Marchintelli                       | Indicado                     |
| 66º Festival de Cinema de Cannes                       | Palma de Ouro                         | Paolo Sorrentino                        | Indicado                     |
| Belgian Film Critics Association                       | Grand Prix                            | Paolo Sorrentino                        | Indicado                     |
| Globo d'oro                                            | Melhor Diretor                        | Paolo Sorrentino                        | Indicado                     |
| Globo d'oro                                            | Melhor Ator                           | Toni Servillo                           | Indicado                     |
| Globo d'oro                                            | Melhor Fotografia                     | Luca Bigazzi                            | Venceu                       |
| Globo d'oro                                            | Melhor Música                         | Lele Marchintelli                       | Indicado                     |
| 39º Prêmios César                                      | Melhor Filme Estrangeiro              | Paolo Sorrentino                        | Indicado                     |
| 34th Boston Society of Film Critics Awards             | Melhor Filme Estrangeiro              | Paolo Sorrentino                        | Venceu                       |
| Independent Spirit Awards                              | Melhor Filme Estrangeiro              | Paolo Sorrentino                        | Indicado                     |
| Prêmios Goya                                           | Melhor Filme Europeu                  | Paolo Sorrentino                        | Indicado                     |
| Prêmios do Cinema Europeu                              | Melhor Filme                          | Paolo Sorrentino                        | Venceu                       |
| Prêmios do Cinema Europeu                              | Melhor Diretor                        | Paolo Sorrentino                        | Venceu                       |
| Prêmios do Cinema Europeu                              | Melhor Ator                           | Toni Servillo                           | Venceu                       |
| Prêmios do Cinema Europeu                              | Melhor Roteirista                     | Paolo Sorrentino and Umberto Contarello | Indicado                     |
| Prêmios do Cinema Europeu                              | Melhor Editor                         | Cristiano Travaglioli                   | Venceu                       |
| 20º Prêmios Chlotrudis                                 | Melhor Fotografia                     | Luca Bigazzi                            | Indicado                     |
| 20th Dallas–Fort Worth Film Critics Association Awards | Melhor Filme Estrangeiro              | Paolo Sorrentino                        | Indicado                     |
| Critics' Choice Awards                                 | Melhor Filme Estrangeiro              | Paolo Sorrentino                        | Indicado                     |
| 18th Florida Film Critics Circle Awards                | Melhor Filme Estrangeiro              | Paolo Sorrentino                        | Indicado                     |
| Prêmios Satélite                                       | Melhor Filme Estrangeiro              | Paolo Sorrentino                        | Indicado                     |
| Hollywood Film Awards                                  | Melhor Filme Internacional            | Paolo Sorrentino                        | Venceu                       |
| Hollywood Film Awards                                  | Melhor Filme Independente             | Paolo Sorrentino                        | Venceu                       |
| Hollywood Film Awards                                  | Melhor Novo Roteiro                   | Paolo Sorrentino and Umberto Contarello | Venceu                       |
| Hollywood Film Awards                                  | Melhor Ator                           | Toni Servillo                           | Indicado                     |
| Hollywood Film Awards                                  | Desempenho Breakout                   | Toni Servillo                           | Indicado                     |
| Tallinn Black Nights Film Festival                     | Grand Prix                            | Paolo Sorrentino                        | Venceu                       |
| Tallinn Black Nights Film Festival                     | Juri Prix                             | Luca Bigazzi                            | Venceu                       |
| 16th British Independent Film Awards                   | Melhor filme Estrangeiro Independente | Paolo Sorrentino                        | Indicado [carece de fontes?] |